# Cimeria
Cimeria (también Cymeria) es un país descrito por Homero como la región de la noche eterna situada en los confines del Océano y que oficia de antesala del Hades. En la recopilación de fragmentos de Hecateo se describe en el Océano, antes de comenzar a describirse la península ibérica. De hecho, para la mayoría de los expertos clasicistas que han reconstruido mapas del mundo de Homero, se hallaba en el Océano, frente a las costas de Europa....

## Descripción
Homero lo describe como:

Entonces arribamos a los confines del Océano, de profunda corriente. Allí están el pueblo y la ciudad de los Cimerios entre nieblas y nubes, sin que jamás el sol resplandeciente los ilumine con sus rayos, ni cuando sube al cielo estrellado, ni cuando vuelve del cielo a la tierra, pues una noche perniciosa se extiende sobre los míseros mortales. (Odisea, XI, 13)

Es posible que haga alusión a un lugar en la península de Crimea, al norte del Mar Negro. Las tribus nómadas que las poblaban, se vieron expulsadas hacia el Egeo quizás por otras tribus más poderosas procedentes del noroeste. Posiblemente se enfrentaron a los griegos cuando estos empezaban la colonización de la costa más septentrional del Egeo, Tracia para los griegos, hacia el año 700 a. C.
Otra posibilidad podría ser que Cymeria sea una transcripción de Kymairia (Κυμαιρια), el país de Kymai (Κυμαι), Cumas (al oeste de Nápoles). El hecho que Odiseo visite Cymeria al salir de la mansión de Circe (la isla de Eea, cerca de la costa oeste de Italia) y antes de superar Escila y Caribdis (Estrecho de Mesina) pone a Cumas en una derrota lógica. Junto a Cumas se encuentra el lago Averno, donde Virgilio situaría en la Eneida (según las costumbres ya existentes) la entrada al inframundo. Se argumenta, además, con la Odisea en la mano:

...seguimos bordeando la corriente del Océano, hasta que dimos en la comarca que nos indicara Circe. (Odisea, XI, 15)

Si se considera que Odiseo llega a Cumas desde el norte, primero tocaría tierra en el país de los Cimerios, seguiría hacia el sur bordeando el cabo de Miseno y remontaría al norte hasta llegar a la lengua de tierra que separa el lago Averno del Océano.
En el siglo XX, el escritor estadounidense Robert E. Howard, autor de las sagas épicas de Conan, describe la región de Cimmeria como el país de origen de este personaje, y en numerosas ocasiones es llamado Conan el Cimmerio. Robert E. Howard basaba sus mitologías y cosmogonías en nombres clásicos de la antigüedad, intentando recrear un mundo semejante al histórico pero con una realidad mítica. Aunque la Cimmeria de Howard es un país nórdico, montañoso y boscoso, su clima es gris y su dios Crom es sombrío. Crom concede un don a todos los recién nacidos: fuerza de voluntad y tesón para luchar. Pero es un dios duro que no concede ningún otro favor a sus súbditos, y con quien pactar es imposible. El más allá de los cimmerios es gris y melancólico.
- Datos: Q20968839